# Sabulodes convergens
Sabulodes convergens là một loài bướm đêm trong họ Geometridae.